# 诺基亚5220
諾基亞5220（Nokia 5220 XpressMusic）是諾基亞的一款使用S40操作系统的手机，於2008年第3季推出。

## 外部連結
- 諾基亞5220官方介紹